# Paducah (Texas)
Paducah város az USA Texas államában. Lakosainak száma 1063 fő (2020. április 1.).

## Népesség
A település népességének változása:
| Lakosok száma | 1498 | 1186 | 1063 |
|               | 2000 | 2010 | 2020 |